# Nordkoreas herrlandslag i ishockey
Nordkoreas herrlandslag i ishockey representerar Nordkorea i ishockey för herrar. Laget rankades på 41:a plats på IIHF:s världsrankinglista 2020.

## Historia
Ishockey blev populärt i Nordkorea under 1950-talet, då sovjetiska och kinesiska arbetare lärde ut spelet i Nordkoreas huvudstad Pyongyang. DFRK:s ishockeyförbund bildades 1955, men landet anslöt sig inte till International Ice Hockey Federation förrän 1964.
Det första nationella mästerskapet i Nordkorea hölls 1956 och vanns av Amnokang Pyonyang.
Den 11 mars 1974 spelade Nordkorea sin första herrlandskamp i ishockey, i Grenoble vid C-VM 1974 och förlorade med 11-2 mot Italien men vann överraskande mot Kina.

## VM-turneringar
- 1974 - C-VM i Frankrike - åtta (sist), 7 matcher, 1 seger, 0 oavgjorda, 6 förluster, 12 gjorda mål, 64 insläppta mål, 2 poäng.
- 1981 - C-VM i Kina - sjua (näst sist), 7 matcher, 1 seger, 0 oavgjorda, 6 förluster, 18 gjorda mål, 66 insläppta mål, 2 poäng.
- 1983 - C-VM i Ungern - åtta (sist), 7 matcher, 1 seger, 0 oavgjorda, 6 förluster, 15 gjorda mål, 72 insläppta mål, 2 poäng.
- 1985 - C-VM i Frankrike - sjua (näst sist), 7 matcher, 1 seger, 0 oavgjorda, 7 förluster, 18 gjorda mål, 56 insläppta mål, 2 poäng.
- 1986 - C-VM i Spanien - sjua, 6 matcher, 1 seger, 1 oavgjord, 4 förluster, 14 gjorda mål, 27 insläppta mål, 3 poäng.
- 1987 - C-VM i Danmark - sexa, 7 matcher, 2 segrar, 0 oavgjorda, 5 förluster, 13 gjorda mål, 45 insläppta mål, 4 poäng.
- 1989 - C-VM i Australien - sexa, 7 matcher, 2 segrar, 0 oavgjorda, 5 förluster, 26 gjorda mål, 40 insläppta mål, 4 poäng.
- 1990 - C-VM i Ungern - femma, 8 matcher, 4 segrar, 0 oavgjorda, 4 förluster, 27 gjorda mål, 35 insläppta mål, 8 poäng.
- 1991 - C-VM i Danmark - sjua, 8 matcher, 2 segrar, 1 oavgjord, 5 förluster, 29 gjorda mål, 35 insläppta mål, 5 poäng.
- 1992 - C-VM i Storbritannien - tvåa (silver), 5 matcher, 3 segrar, 0 oavgjorda, 2 förluster, 25 gjorda mål, 28 insläppta mål, 6 poäng.
- 1993 - C-VM i Slovenien - sexa, 5 matcher, 3 segrar, 0 oavgjorda, 2 förluster, 30 gjorda mål, 26 insläppta mål, 6 poäng.
- 1994 - C-VM i Slovakien - deltog inte
- 2002 - VM Division II kval i Mexico - etta, 2 matcher, 2 segrar, 0 oavgjorda, 0 förluster, 18 gjorda mål, 4 insläppta mål, 4 poäng.
- 2003 - VM Division II i Bulgarien - fyra, 5 matcher, 2 segrar, 1 oavgjord, 2 förluster, 16 gjorda mål, 13 insläppta mål, 5 poäng.
- 2004 - VM Division II i Litauen - trea (brons), 5 matcher, 3 segrar, 0 oavgjorda, 2 förluster, 22 gjorda mål, 20 insläppta mål, 6 poäng.
- 2005 - VM Division II i Serbien-Montenegro, trea (brons), 5 matcher, 2 segrar, 1 oavgjord, 2 förluster, 14 gjorda mål, 17 insläppta mål, 5 poäng.
- 2006 - VM Division II i Nya Zeeland - fyra, 5 matcher, 2 segrar, 0 oavgjorda, 3 förluster, 10 gjorda mål, 24 insläppta mål, 4 poäng.
- 2007 - VM Division II i Sydkorea - deltog inte
- 2008 - VM Division III i Luxemburg - etta (guld), 5 matcher, 5 segrar, 0 förluster, 0 sudden deaths-/straffläggningssegrar, 0 sudden deaths-/straffläggningsförluster, 40 gjorda mål, 6 insläppta mål, 15 poäng.
- 2009 - VM Division II i Serbien - sexa (sist), 5 matcher, 0 segrar, 5 förluster, 0 sudden deaths-/straffläggningssegrar, 0 sudden deaths-/straffläggningsförluster, 11 gjorda mål, 40 insläppta mål, 0 poäng.
- 2010 - VM Division III i Armenien - etta (guld)*, 2 matcher, 2 segrar, 0 förluster, 0 sudden deaths-/straffläggningssegrar, 0 sudden deaths-/straffläggningsförluster, 26 gjorda mål, 4 insläppta mål, 6 poäng. *Matcherna mot Armenien skrivs inte in i VM-statistiken på grund av  att Armenien vägrade passen på sina spelare.
- 2011 - VM Division II i Australien - deltog ej på grund av ekonomiska problem
- 2012 - VM Division III i Turkiet - tvåa (silver), 5 matcher, 4 segrar, 1 förlust, 0 sudden deaths-/straffläggningssegrar, 0 sudden deaths-/straffläggningsförluster, 27 gjorda mål, 8 insläppta mål, 12 poäng.
- 2013 - VM Division III i Sydafrika - tvåa (silver), 5 matcher, 4 segrar, 1 förlust, 0 sudden deaths-/straffläggningssegrar, 0 sudden deaths-/straffläggningsförluster, 20 gjorda mål, 11 insläppta mål, 12 poäng.
- 2014 - VM Division III i Luxemburg - tvåa (silver), 5 matcher, 4 segrar, 1 förlust, 0 sudden deaths-/straffläggningssegrar, 0 sudden deaths-/straffläggningsförluster, 54 gjorda mål, 11 insläppta mål, 12 poäng.
- 2015 - VM Division III i Turkiet - etta (guld), 6 matcher, 5 segrar, 0 förluster, 1 sudden deaths-/straffläggningsseger, 0 sudden deaths-/straffläggningsförluster, 50 gjorda mål, 9 insläppta mål, 17 poäng.
- 2016 - VM Division II Grupp B i Mexiko - femma (näst sist), 5 matcher, 2 segrar, 3 förluster, 0 sudden deaths-/straffläggningssegrar, 0 sudden deaths-/straffläggningsförluster, 24 gjorda mål, 42 insläppta mål, 6 poäng.
- 2017 - VM Division II Grupp B i Nya Zeeland - fyra, 5 matcher, 1 seger, 4 förluster, 0 sudden deaths-/straffläggningssegrar, 0 sudden deaths-/straffläggningsförluster, 18 gjorda mål, 33 insläppta mål, 3 poäng.

## VM-statistik

### 1974-2006
| VM-Turneringar    | Matcher | Segrar | Oavgjorda | Förluster | Gjorda mål | Insläppta mål | Poäng |
| ----------------- | ------- | ------ | --------- | --------- | ---------- | ------------- | ----- |
| A-VM              | 0       | 0      | 0         | 0         | 0          | 0             | 0     |
| B-VM/Division I   | 0       | 0      | 0         | 0         | 0          | 0             | 0     |
| C-VM/Division II  | 94      | 30     | 4         | 60        | 289        | 568           | 64    |
| D-VM/Division III | 0       | 0      | 0         | 0         | 0          | 0             | 0     |

### 2007-
| VM-Turneringar | Matcher | Segrar | Förluster | Sudden deaths-/Straffläggningssegrar | Sudden deaths-/Straffläggningsförluster | Gjorda mål | Insläppta mål | Poäng |
| -------------- | ------- | ------ | --------- | ------------------------------------ | --------------------------------------- | ---------- | ------------- | ----- |
| VM             | 0       | 0      | 0         | 0                                    | 0                                       | 0          | 0             | 0     |
| Division I     | 0       | 0      | 0         | 0                                    | 0                                       | 0          | 0             | 0     |
| Division II    | 15      | 3      | 12        | 0                                    | 0                                       | 53         | 115           | 9     |
| Division III   | 28      | 24     | 3         | 1                                    | 0                                       | 217        | 49            | 74    |

- ändrat poängsystem efter VM 2006, där seger ger 3 poäng istället för 2 och att matcherna får avgöras genom sudden death (övertid) och straffläggning vid oavgjort resultat i full tid. Vinnaren får där 2 poäng, förloraren 1 poäng.